# Bruno Canino

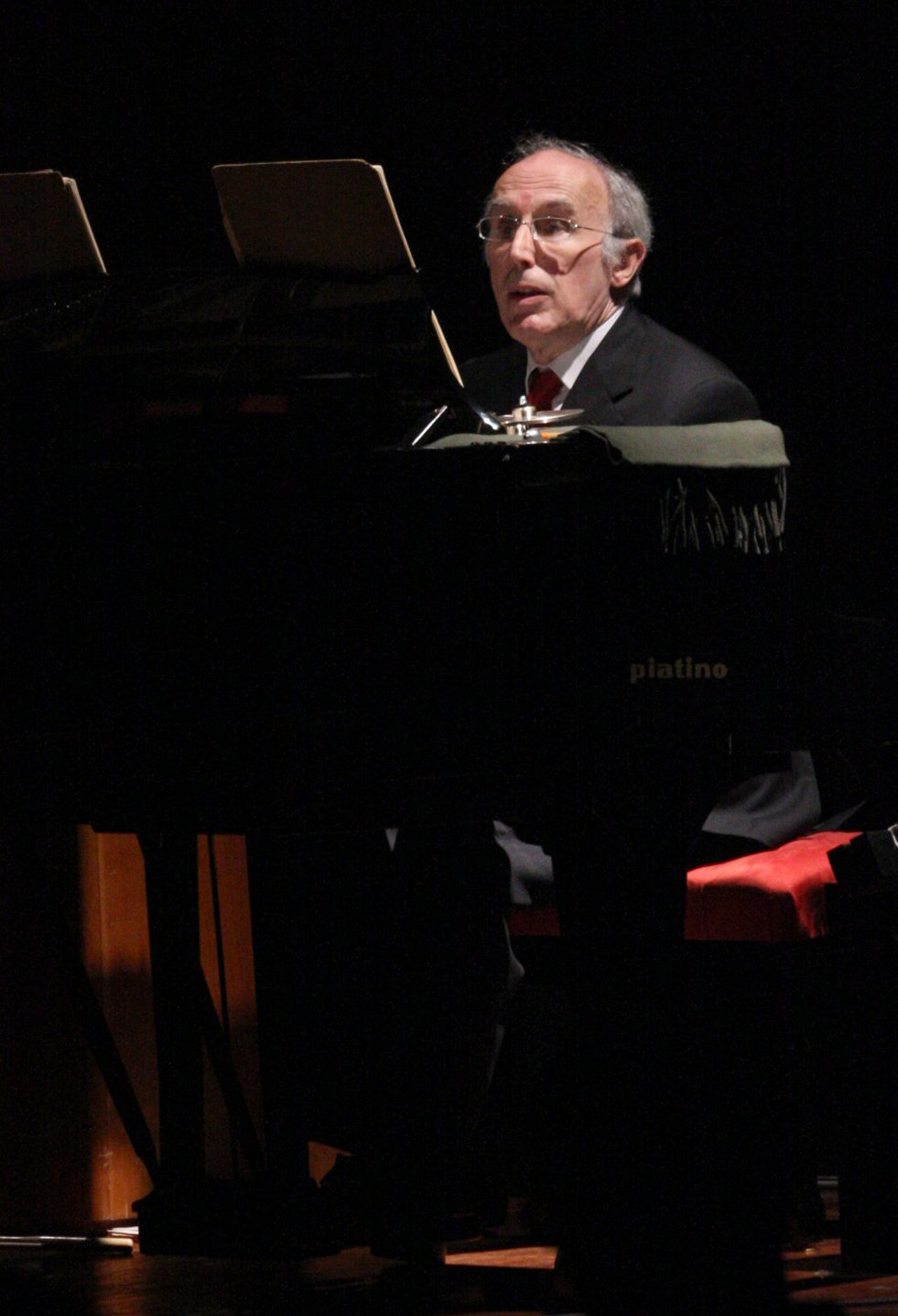
Bruno Canino (2008)

Bruno Canino (* 30. Dezember 1935 in Neapel) ist ein italienischer Pianist und Komponist.

## Leben
Canino erhielt zunächst Klavierunterricht bei Vincenzo Vitale am Konservatorium in Neapel. Danach studierte er Klavier bei Enzo Calace und Komposition bei Bruno Bettinelli am Konservatorium in Mailand.
Ab 1953 war er im Klavierduo mit Antonio Ballista tätig, das seinen Schwerpunkt bei der Neuen Musik hatte. Darüber hinaus trat er ab 1956 mit Rocco Filippini und Cesare Ferraresi bzw. Mariana Sîrbu im Trio di Milano auf. Ferner arbeitete er u. a. mit Salvatore Accardo, Itzhak Perlman, Saschko Gawriloff, Oleksandr Semchuk, Félix Ayo, Cathy Berberian, Thomas Brandis, Severino Gazzelloni, Lynn Harrell und Siegfried Palm zusammen. Er brachte Werke u. a. von Luciano Berio, Sylvano Bussotti, Niccolò Castiglioni, Franco Donatoni, Rolf Liebermann, Wolfgang Rihm und Iannis Xenakis zur Uraufführung.
Er erhielt 1956 und 1958 jeweils den 4. Preis beim Internationalen Klavierwettbewerb Ferruccio Busoni in Bozen und teilte sich 1960 mit Andor Losonczy den 2. Preis des Kranichsteiner Musikpreises (Klavier).
Canino war ab 1961 Professor für Klavier am Mailänder Konservatorium und unterrichtete von 1991 bis 2002 an der Musikhochschule Bern, wo er eine Meisterklasse für Klavier und Kammermusik ausbildete. Von 1999 bis 2002 war er Leiter der Musik-Biennale di Venezia. Außerdem übernahm er die künstlerische Leitung des Giovini Orchestra Genovese und des Campus Internazionale di Musica in Latina.